# Jan de Witte
 (novembre 2024).
Jan de Witte (1709–1785) était un ingénieur militaire néerlandais, officier professionnel et architecte de la République des Deux Nations. Concepteur, entre autres, de l' église dominicaine de Lwów (aujourd'hui Lviv, Ukraine ) et du monastère des Carmélites de Berdyczów (aujourd'hui Berdychiv, Ukraine), il était également le commandant militaire de la forteresse de Kamieniec Podolski (aujourd'hui Kamianets-Podilskyi, Ukraine).

## Jeunesse
Witte pensait qu'il descendait de l' homme d'État et mathématicien néerlandais Johan de Witt (1625-1672). Le père était un officier russe , frère du même prévôt protestant de Marienwerder (aujourd'hui Kwidzyn ) en Prusse orientale . La mère inconnue de Jan, apparemment décédée prématurément, lui aurait donné naissance le jour de la bataille de Poltava dans le camp militaire du victorieux Pierre le Grand . Le père entra plus tard au service polonais et adopta la foi catholique romaine . Jan a grandi à Kamianets-Podilskyi, la plus grande forteresse de Pologne-Lituanie et la capitale de la voïvodie de Podolie . Là, il eut une belle-mère d' origine arménienne nommée Konstancja, qui donna à son père deux autres fils. Après avoir fréquenté le collège des Jésuites, il rejoint le corps royal d'artillerie comme cadet en 1726 . Son talent artistique ainsi que sa carrière ont probablement été promus par le poète Wacław Rzewuski , qui fut commandant de Kamianets en 1734-1737 et plus tard voïvode de Podolie et hetman de campagne de la couronne polonaise . En tant que nouveau capitaine, Witte épousa Marianna Lubońska (1705-1780) vers 1735, avec qui il eut cinq enfants.

## Constructions

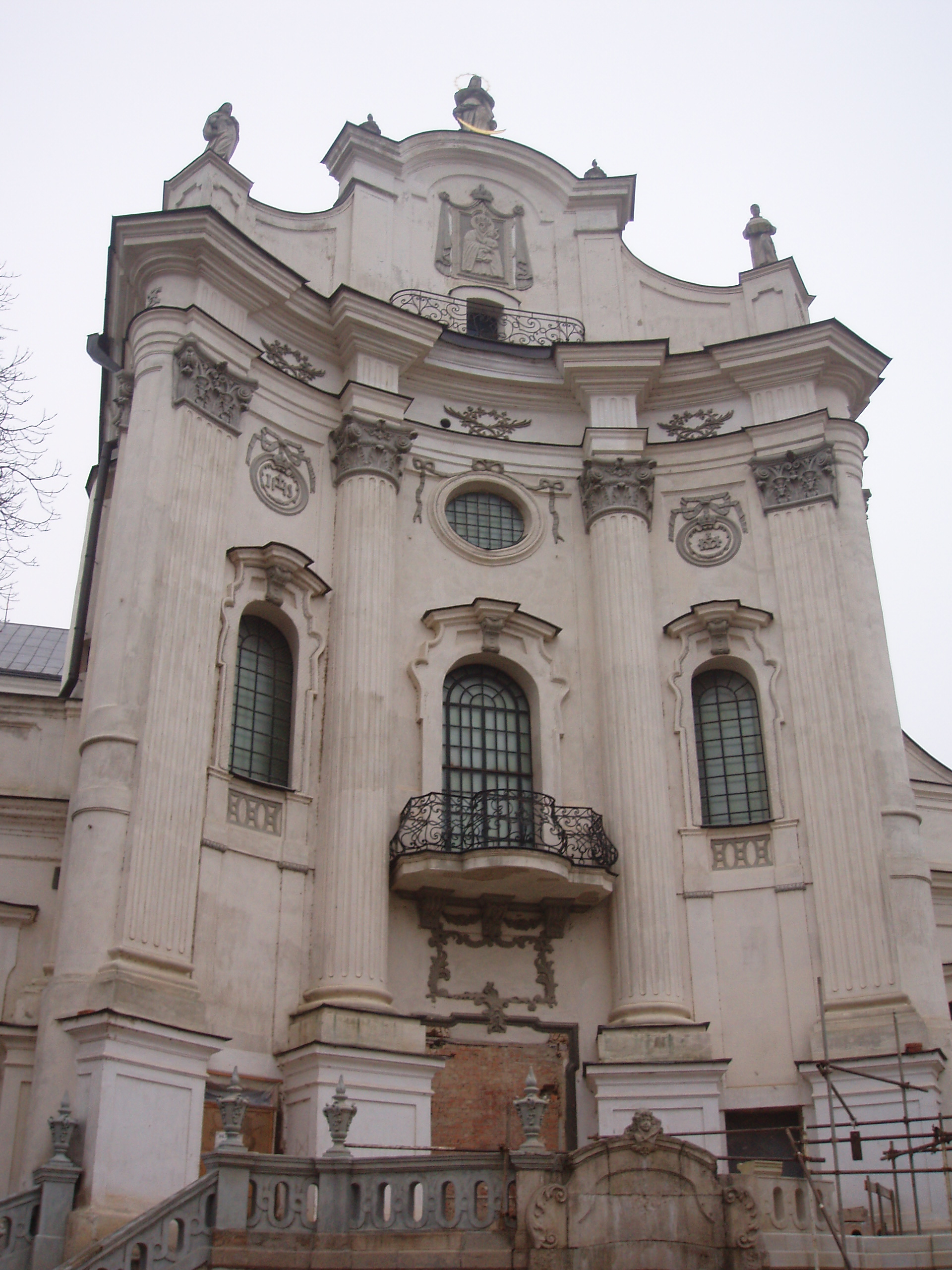
Église des Carmélites à Berdichiv

Aujourd'hui, Jan de Witte est principalement connu comme le concepteur de nombreuses œuvres architecturales dans ce qui est aujourd'hui l'Ukraine occidentale, qui au XVIIIe siècle faisait partie de la République des Deux Nations.

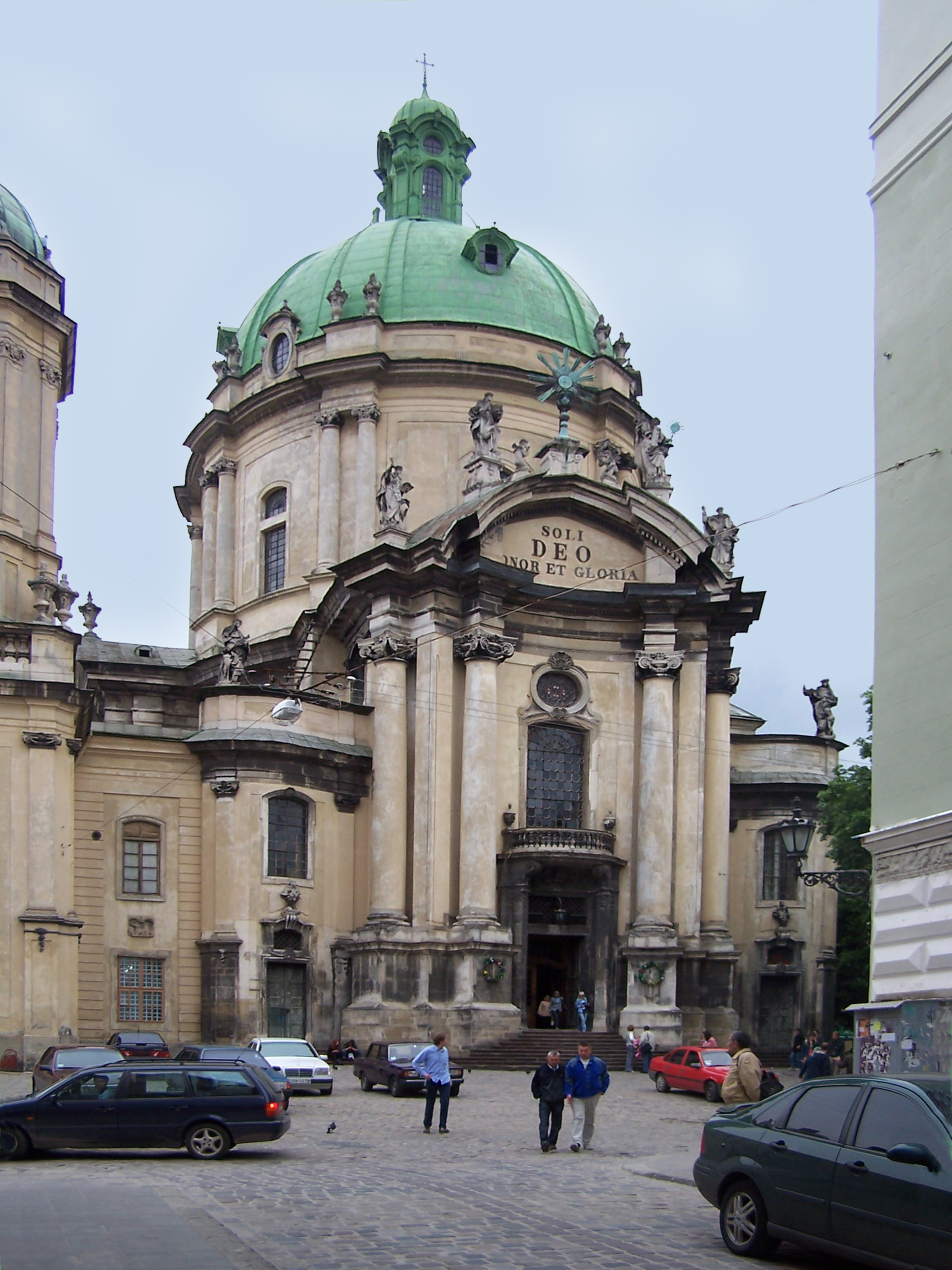
Église dominicaine à Lviv

Il est possible que la première œuvre de de Witte ait été la conception de l'église supérieure du monastère des Carmélites Déchaussés à Berdytchiv, à partir de 1737 (il existe des croquis conservés de la façade de l'église réalisés par lui-même en 1743).
Ses principales œuvres se trouvent à Lviv. Dans les années 1740, il est probablement l'auteur de la refonte rococo d'une maison de ville (n° 2) sur la place du vieux marché de la ville. En 1744, les frères dominicains de Lviv décidèrent de faire démolir leur ancien temple gothique, en raison de son très mauvais état, et confièrent à de Witte le soin d'élaborer les plans du nouvel édifice. Les travaux de construction commencèrent bientôt et cet investissement architectural très coûteux était prêt dans sa forme de base en 1759. Par la suite, les travaux intérieurs commencèrent et l'église fut finalement consacrée le 29 juin 1764. L'église dominicaine, ressemblant dans une certaine mesure et probablement aussi inspirée par les œuvres de Fischer von Erlach et de Guarini, présente la forme caractéristique du baroque tardif d'une construction ovale longitudinale placée au centre, couronnée d'un dôme elliptique . Jusqu'à aujourd'hui, il reste l'un des points de repère les plus importants de l'horizon de la ville.

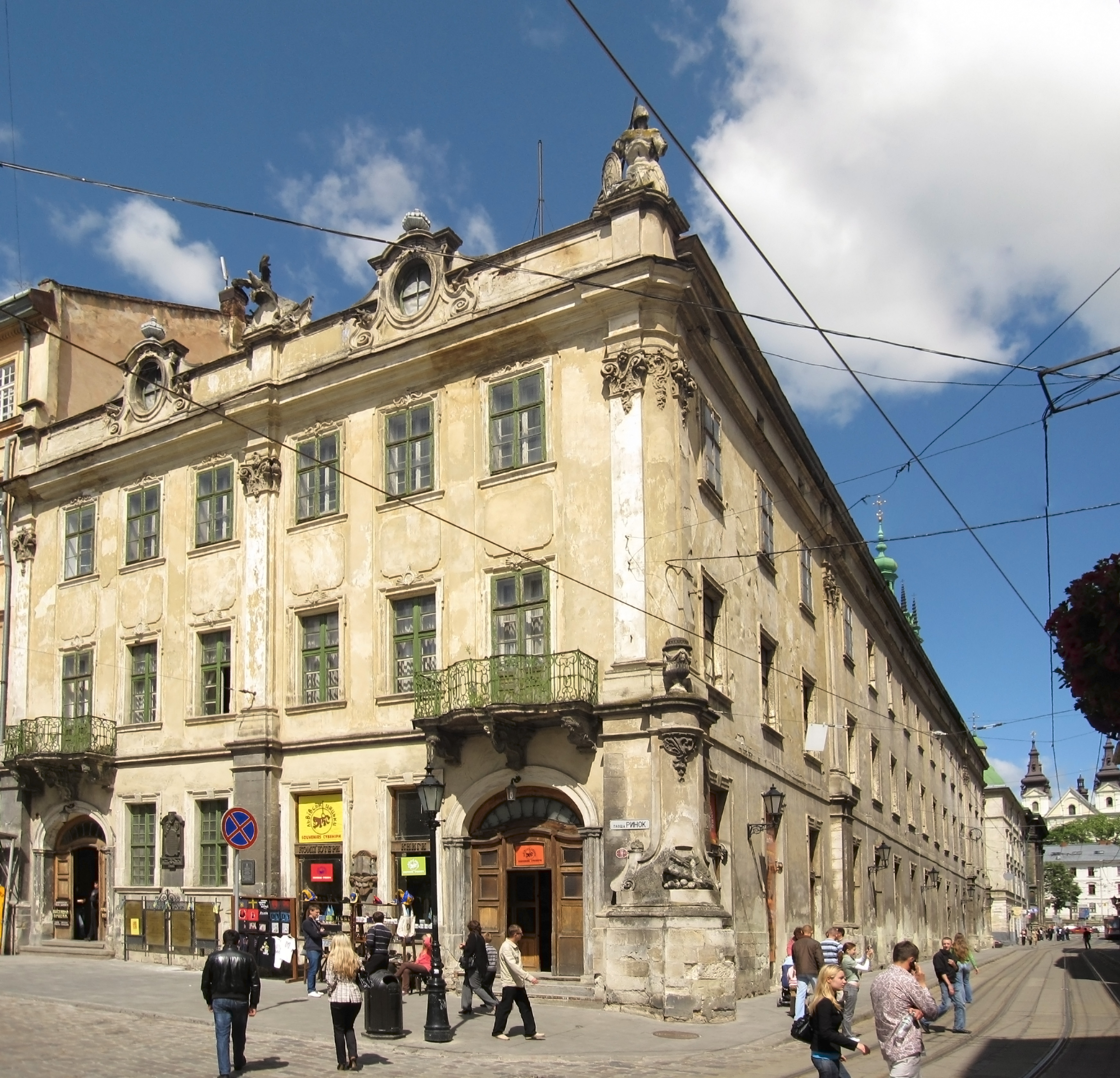
Le palais Lubomirski à Lviv

Une autre œuvre de de Witte à Lviv est le palais de la famille Lubomirski, situé sur la place du Marché. La reconstruction des deux anciennes maisons de marchands en une splendide résidence rococo, à la demande de Stanisław Lubomirski, commença en 1763 et dura jusqu'en 1767. De Witte avait également dessiné les plans d'un autre palais pour Lubomirski, situé dans la ville volhynienne de Równe (aujourd'hui Rivne, Ukraine), qui fut remodelé selon le projet de de Witte dans les années 1765-1770 (le palais fut détruit en 1945).
Durant sa carrière d'architecte, De Witte a eu tendance à privilégier avant tout le dessin des plans, car il ne s'impliquait pas trop dans le processus de construction lui-même, qu'il préférait laisser aux mains de maîtres d'œuvre professionnels et visitait les chantiers peu fréquemment, se limitant à offrir uniquement les directives nécessaires et les dessins détaillés.
Stationné à Kamieniec Podolski en tant qu'officier du Corps d'artillerie, il a également travaillé à la reconstruction et à l'agrandissement de l'ancienne forteresse. Parmi ses projets figurent la nouvelle caserne et la résidence des commandants, surnommée le Jardin de Witte.